# Coptops pacificus
Coptops pacificus là một loài bọ cánh cứng trong họ Cerambycidae.